# 高度職業能力開発促進センター
千葉職業能力開発促進センター高度訓練センター（ちばしょくぎょうのうりょくかいはつそくしんセンターこうどくんれんセンター）は、全国の事業主等が雇用する従業員（在職中の中堅技術者）を対象として、地方の職業能力開発促進センターでは実施されていない高度かつ先端的な知識・技術を習得するための先導的な公共職業能力開発施設である。愛称は高度ポリテクセンター。千葉市の幕張新都心において、厚生労働省所管の独立行政法人高齢・障害・求職者雇用支援機構が設置・運営している。

## 沿革
- 1966年（昭和41年）12月 - 雇用促進事業団（特殊法人）により中央技能センターとして設置される。
- 1967年（昭和42年）4月 - 中央技能開発センターとなる。
- 1990年（平成2年）6月 - 中央技能開発センターを改組して、高度技能開発センターとして発足。
- 1993年（平成5年）4月 - 高度職業能力開発促進センターと改名する。
- 1999年（平成11年）10月 - 設置・運営者が雇用促進事業団から雇用・能力開発機構（特殊法人）となる。
- 2004年（平成16年）3月 - 設置・運営者が雇用・能力開発機構（特殊法人）から独立行政法人雇用・能力開発機構となる。
- 2011年（平成23年）10月 - 独立行政法人高齢・障害・求職者雇用支援機構に移管される。
- 2015年（平成27年）4月 - 千葉職業能力開発促進センター高度訓練センターに名称変更する。

## 事業内容
業務の基本方針は、全国の職業訓練施設が実施する職業能力開発の先導的役割を担う施設として、産業界の技術動向に対して高度・先導的訓練の企画・開発・普及を行うことである。主な業務は、在職者訓練のうち、高度な技術・技能に関する能力開発セミナー（高度職業訓練の一種）の企画・開発及び実施である。先導的役割を担う施設として、他の職業能力開発促進センターに情報やノウハウの提供も行っている。

## 所在地
〒261-0014　千葉県千葉市美浜区若葉3-1-2